# Agabus glazunovi
Agabus glazunovi är en skalbaggsart som först beskrevs av Zaitzev 1953.  Agabus glazunovi ingår i släktet Agabus och familjen dykare. Inga underarter finns listade i Catalogue of Life.